# Def Squad
Def Squad est un supergroupe de hip-hop américain, originaire de New York. Les membres du groupe gagnent originellement en popularité à la fin des années 1990 grâce à la publication de leur single Def Squad Delite. Ils comptent en date[Quand ?] deux albums que sont El Niño, publié en 1998, et Def Squad Presents Erick Onasis, publié en 2000, qui ont atteint le succès commercial et critique.

## Biographie
Def Squad est formé en 1996 et se compose initialement de Redman, Keith Murray et Erick Sermon. Ils font paraître leur premier titre Def Squad Delite, une reprise du titre Rapper's Delite de Sugarhill Gang, qui devient un énorme succès. Le groupe publie par la suite son premier album studio, El Niño, le 30 juin 1998 au label discographique Def Jam. L'album est favorablement accueilli par la presse spécialisée,, et se classe premier des R&B Albums et deuxième du classement Billboard 200. L'un des singles extraits de l'album, intitulé Full Cooperation, atteint la 25e et 51e places des classements américains, ainsi que la 11e place dans les classements canadiens.
Deux ans plus tard, ils font paraître leur second album studio, Def Squad Presents Erick Onasis, le 16 mai 2000 au label DreamWorks Records. L'album ne parvient pas à atteindre le succès similaire à son prédécesseur, se classant 15e des R&B Albums et 53e du classement Billboard 200. Trois singles extraits de l'album atteignent les classements musicaux. Focus atteint la 63e place des Hot R&B/Hip-Hop Singles & Tracks, Get Da Money atteint la 48e place des Hot Rap Singles, et Why Not la 89e place des Hot R&B/Hip-Hop Singles & Tracks.
En 2007, ils se retrouvent sur les opus soli de Redman et Keith Murray, respectivement Red Gone Wild et Rap-Murr-Phobia (The Fear of Real Hip-Hop).

## Discographie
- 1998 : El Niño
- 2000 : Def Squad Presents Erick Onasis